# Prosper Montagné
Prosper Montagné (ur. 14 listopada 1865 w Carcassonne, zm. 22 kwietnia 1948 w Sèvres) – francuski szef kuchni.

## Życiorys
Po ukończeniu liceum w rodzinnym Carcassonne zamierzał podjąć studia z zakresu architektury. Kiedy jego ojciec stał się właścicielem l’Hotel des Quatre-Saisons w Tuluzie, młody Prosper zdecydował się kierować kuchnią hotelową.
Praktykował w paryskim Grand Hôtel, a następnie w Hotel d’Angleterre w Cauterets, a następnie pracował w prestiżowych restauracjach w Paryżu, San Remo i w Monte Carlo. W 1900 powrócił do Paryża, gdzie został szefem kuchni w Pavillon d’Armenonville, a następnie w Pavillon Ledoyen. Stamtąd przeniósł się do Grand Hotelu, gdzie pracował przez 10 lat. Pierwszą restauracją, której stał się właścicielem była paryska Montagné.
Pozostawił po sobie liczne dzieła. Są wśród nich zarówno klasyczne książki kucharskie, z najbardziej znaną Le grand livre de cuisine, a także encyklopedia Larousse Gastronomique, którą przygotował wspólnie z Prosperem Sallesem. W jego dorobku są także książki poświęcone kuchni wojskowej i kuchni świątecznej. Pisał artykuły o tematyce kulinarnej do prasy, był też redaktorem naczelnym czasopisma Revue culinaire.
Za swoją działalność został uhonorowany Kawalerią Legii Honorowej (1922). Jego imię nosi Club Prosper Montagné, organizacja zrzeszająca francuskich mistrzów kuchni.